# Cannonball Adderley
Julian Edwin "Cannonball" Adderley (Tampa (Florida), 15 september 1928 - Gary (Indiana), 8 augustus 1975) was een Amerikaanse multi-instrumentalist, die vooral bekend werd als altsaxofonist, al speelt hij op sommige platen ook sopraansaxofoon. In de jaren 1950 en 1960 was hij een van de meest toonaangevende hardbop-muzikanten. Een van zijn bekendste singles is de door zijn toenmalige pianist Joe Zawinul geschreven cross-over hit "Mercy Mercy Mercy" (1966). Adderley speelde ook mee op het baanbrekende album Kind of Blue (1959) van Miles Davis. Zijn broer, de jazzkornettist en -trompettist Nat Adderley, was jaren lid van zijn band.

## Biografie
Vanwege zijn enorme eetlust kreeg hij op de lagere school zijn bijnaam "cannibal", die verbasterd werd tot "Cannonball". In de periode 1944-1948 studeerde Adderley aan de Hogeschool van Tallahassee (U.S. Navy School of Music), waar hij fluit, trompet, klarinet en altviool leerde spelen en een schoolorkest dirigeerde aan de Dillard High School in Fort Lauderdale (1948-50).
Cannonball was een lokale legende in Florida en had al twee legerbands geleid toen hij in 1955 verhuisde naar New York. Vooral zijn optredens daar met bassist Oscar Pettiford in Café Bohemia werden een succes. Samen met zijn broer, trompettist Nat Adderley richtte hij nadien het Cannonball Adderley Quintet op, dat niet erg succesvol was maar toch de aandacht wist te trekken van Miles Davis. Adderley voegde zich in 1957 bij het Miles Davis-sextet, rond de tijd dat John Coltrane de band verliet om bij Thelonious Monks band te gaan spelen. Hij speelde er vanaf einde 1957 gedurende achttien maanden aan de zijde van saxofonist John Coltrane en de pianisten Red Garland, Bill Evans en Wynton Kelly en is onder meer te horen op de Davis-opnames Milestones en Kind of Blue.

### The Cannonball Adderley Quintet
De constanten binnen The Cannonball Adderley Quintet waren Cannonball en zijn broer Nat. Hoewel het kwintet in zijn eerste vorm niet erg succesvol was, nam de erkenning en het succes toe nadat Cannonball de band van Miles Davis verliet en het kwintet opnieuw vormde. De nieuw gevormde band oogstte onmiddellijk succes met de in de Jazz Workshop in San Francisco live opgenomen wals van Bobby Timmons: "This Here". De live opgenomen LP The Cannonball Adderley Quintet in San Francisco uit 1960 werd een bestseller. Dit album is ook een voorbeeld van het begin van de zogenaamde 'soul jazz' die Adderley met zijn kwintet ontwikkelde. Het orkest speelde in een stijl die, in de tijd gezien, een brug slaat tussen de bebop en de funk.
In het kwintet (dat later een sextet werd) en de andere combo's en groepen die Cannonball leidde, speelden muzikanten zoals de pianisten Bobby Timmons, Victor Feldman en Joe Zawinul, bassisten als Sam Jones, drummers als Louis Hayes en Art Blakey.

### Overlijden
Adderley overleed in 1975 in Gary, Indiana aan een hersenbloeding, ruim een maand voor zijn 47e verjaardag. Hij werd begraven in Tallahassee in Florida. Joe Zawinul droeg zijn compositie "Cannon Ball" op het Weather Report-album Black Market (1976) aan hem op.

## Discografie
Als bandleider

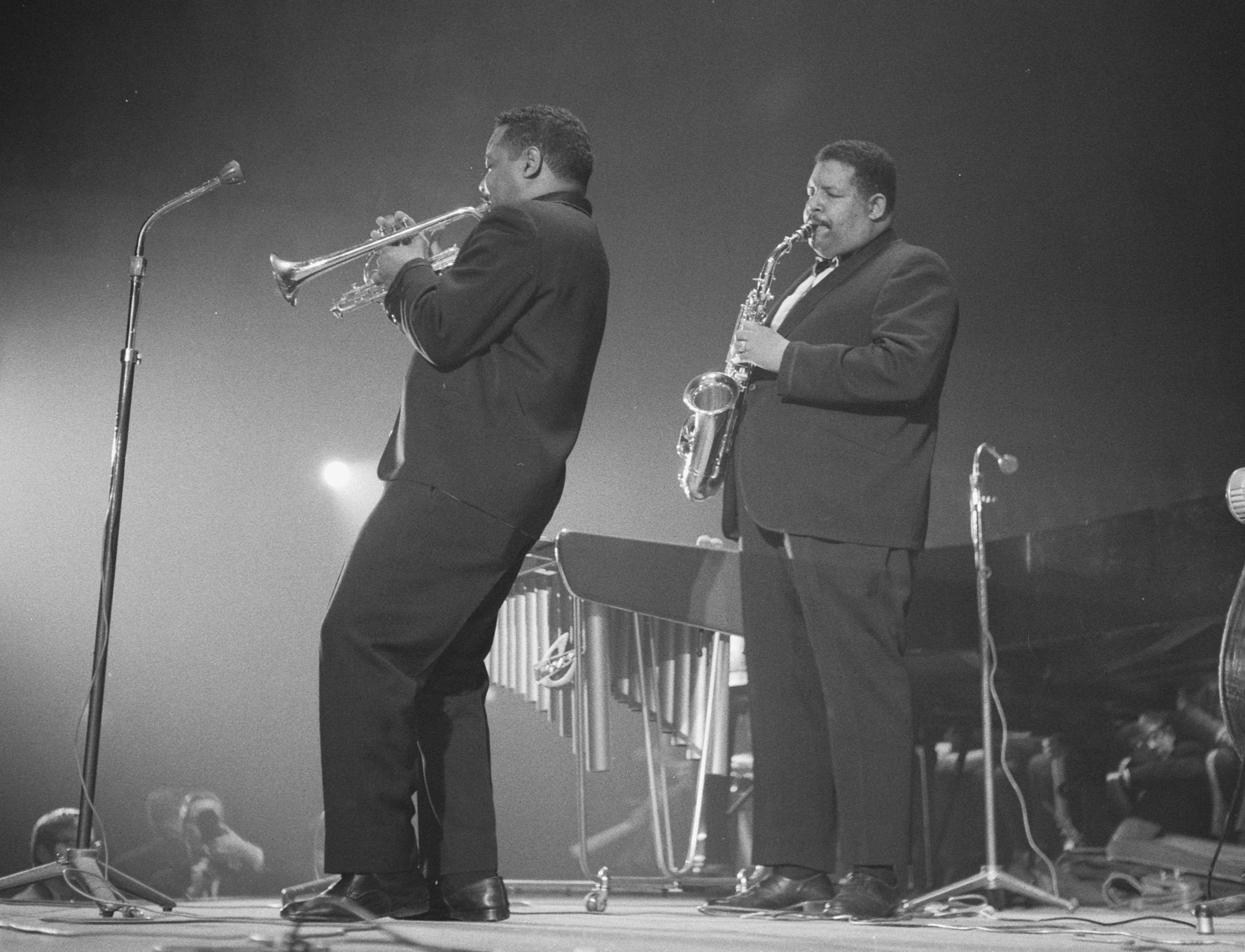
Nat & Cannonball Adderley (Concertgebouw, 1961)

- Somethin' Else (1958) - met Miles Davis, Hank Jones, Sam Jones, Art Blakey
- Things Are Getting Better (1958)
- Cannonball Adderley Quintet in Chicago (1959) - met John Coltrane
- Quintet in San Francisco (1959)
- Cannonball and Coltrane (1959)
- At the Lighthouse (1960)
- Them Dirty Blues (1960)
- Know What I Mean? (1961) - met Bill Evans
- African Waltz (1961)
- The Quintet Plus (1961)
- Nancy Wilson/Cannonball Adderley (1961)
- In New York (1962)
- Cannonball's Bossa Nova (1962)
- Jazz Workshop Revisited (1963)
- Nippon Soul (1963)
- Mercy, Mercy, Mercy! Live at 'The Club' (1966)
- Why Am I Treated So Bad! (1967)
- 74 Miles Away (1967)
- Radio Nights (1967)
- Accent On Africa (1968)
- Country Preacher (1969)
- The Price You Got to Pay to Be Free (1970)
- The Black Messiah (Live) (1972)
- Inside Straight (1973)
- Pyramid (1974)
- Phenix (1975)
- Lovers... (1976)

Met Miles Davis
- Milestones (1958)
- Miles & Monk at Newport (1958)
- Jazz at the Plaza (1958)
- Porgy and Bess (1958)
- Kind of Blue (1959)